# 임주현
임주현(1976년 5월 29일 ~ )은 대한민국의 여자 성우다. 2002년 KBS에 입사했다. 현재는 KBS 29기다. 한국방송 성우극회 소속

## 주요 활동작
※ 전체 출연작은 외부 링크를 참조

### 애니메이션
- S.A 스페셜 에이(애니맥스) - 야마모토 쥰
- 러키☆스타(애니박스) - 쿠사카베 미사오
- 피치피치핏치(챔프) - 사라
- 제로의 사역마(애니맥스) - 미스 롱빌, 토괴의 후우케
- 솔티레이(애니맥스) - 실비아
- 은하공주 디지캐럿(KBS) - 팔찌
- 쁘띠쁘띠 뮤즈(KBS) - 엄마, 자뻑1
- 동글동글 짝짝(KBS)
- 프리큐어 Splash Star(챔프) - 미즈 시타타레, 소라 엄마
- 요리조리 맛술사(KBS) - 무랑이
- 시대를 그리는 만화 100년(SBS)
- 플레이볼(애니맥스) - 어린 야구부원2, 어린 야구부원4, 어린 야구부원5
- 라제폰(챔프) - 헬레나
- 랠프의 스파이 대작전(챔프) - 스크리블
- 수신연무(애니맥스) - 초카
- 뱀부 블레이드(애니맥스) - 사토리
- 채운국 이야기(애니맥스) - 십삼희
- 머더 프린세스(애니맥스) - 세실리아
- 비바 피냐타(애니맥스)
- DNA^2(애니맥스) - 코토미
- 최종병기 그녀 OVA(애니박스) - 오퍼레이터
- From 아이즈 OVA(애니박스) - 어린 요스케
- 플리즈 트윈즈 OVA(애니박스) - 츠바키
- 엘하자드 OVA(애니박스) - 아프라
- 사쿠라대전 앵화현란 OVA(애니박스) - 스미레
- 사이버 포뮬러 더블원(애니박스) - 아오이 쿄코
  - 사이버 포뮬러 Zero(애니박스) - 아오이 쿄코
  - 사이버 포뮬러 SAGA(애니박스) - 아오이 쿄코
- 슬레이어즈 고저스(애니박스) - 두건녀
- 강철의 연금술사(애니원) - 리자 호크아이
- 블랙잭 극장판 - 두 명의 검은 의사(애니박스) - 누나
- 히맨과 쉬라의 비밀의 검(애니박스) - 마담 레스
- 불개 천둥이(MBC)
- 초성신 그란 세이저(챔프) - 우오즈미 아이, 마키
- 노다메 칸타빌레(애니맥스) - 사이코
- 티미의 못말리는 수호천사(니켈로디언) - 체스터, 어린 아빠, 크로커 엄마
- 드래곤볼Z 극장판 - 비델
- 원피스(KBS) - 코니스
- 스트레스 제로 - 장영재
- 뚝딱구조대 - 우르
- 넛잡: 땅콩 도둑들 - 프레셔스
- 엘리멘탈 - 게일

### 외화
- 닥터 포스터 (KBS) - 수지(사라 스튜어트) / 샨(시안 브룩)
- 트윈 이펙트(SBS)
- 내 생애 최고의 데이트(SBS) - 수영장 여성(킨제이 패커드)
- 쿵푸 허슬(KBS) - 마을 주민(진개사)
- 다운 투 유(SBS)
- 스네이크 아이즈(SBS)
- 프리즌 브레이크(SBS)
- 칠 팩터(SBS) - 달린(수지 바스)
- 퀸 오브 뱀파이어(SBS)
- 아바타(디즈니플러스) - 트루디 차콘 대위(미셸 로드리게스) / 단역
- 어페어 오브 더 넥클리스(SBS) - 콜린(빅토리아 샬렛)
- 디 아이2(SBS)
- 엑소시스트(SBS) - 샤론(키티 윈) / 간호사(엘리노레 블레어)
- 데미지(KBS) - 펠리시아(마린 애플랙)
- 12명의 배심원(KBS) - 판사(나탈리아 슈코바) / 소년(아프티 마가마에프)
- 웨딩 크래셔(KBS) - 크루거의 아내(리베카 데 모네이)
- 다크 블루 올모스트 블랙(KBS)
- 리딕: 헬리온 최후의 빛(KBS) - 이맘의 아내(킴 호손) / 툼스의 동료(크리스티나 콕스) / 시스템 음성
- 호텔 르완다(KBS) - 호텔 직원(레라토 목고오토) / 라디오 방송 음성
- 화성의 유령들(KBS) - 죄수(완다 드 헤수스)
- 톡 투 미(KBS) - 버넬 왓슨(타라지 P. 헨슨)
- 퍼펙트 웨딩(SBS)
- 아버지와 어머니 그리고 형제자매들(SBS) - 클레망틴 외
- 의혹(SBS)
- 나이트 플라이트(SBS) - 호텔 손님(테라사 막스) / 항공 손님 / 레베카의 엄마
- 호텔 바빌론(KBS) - 재키 클루네스(나탈리 잭슨 멘도자)
- 어글리 멜라니(KBS) - 제시카(엘리스 폴)
- 쿵푸 프리즌(KBS) - 포먼(샐리 커크랜드)
- 비투스(KBS) - 옌스(스체판 쉐르른레이브)
- 굿바이 만델라(KBS) - 만델라의 부인(페이스 누크와나) / 어린 브렌트(실로 헨더슨) / 마을 주민
- 황야의 7인(KBS) - 마을 남자 아이(마리오 나바로)
- 워터 보이즈(KBS)
- 삼사라(KBS)
- 시몬(KBS) - 로터스(수잔 청)
- 다크 블루(KBS)
- 와호장룡(KBS) - 채상매(리련) / 옥교룡의 하녀(양예)
- 도니 다코(KBS) - 셔리타(졸렌 퍼디)
- 귀향(KBS) - 솔레의 미장원 손님(엘비라 쿠드루파니)
- 진주 귀걸이를 한 소녀(KBS) - 그리트의 어머니(가브리엘 라이디)
- 수퍼 소닉 - 레이첼(나타샤 로스웰)
- 수퍼 소닉 2 - 레이첼(나타샤 로스웰)
- 수퍼 소닉 3 - 레이첼(나타샤 로스웰)
- 착신아리 파이널(KBS) - 아스카(호리키타 마키)
- 코드 46 (KBS) - 병원 접수원(니나 와디아) / 스핑크스 접수원(나탈리 멘도자)
- 셜록 시즌 4(KBS) - 컬버튼의 비서(조지나 라일랜스) / 간호사(케이티 윅스)
- 변호사 쉬헐크 - 맬러리(르네 골즈베리)
- 워리어스 (KBS) - 조앤(에이스 패튼)
- 저지 걸(SBS)

### 라디오
- KBS 무대 10년(백암리의 새해)(KBS 제2라디오)
- KBS 무대 10년(황혼 블루스)(KBS 제2라디오)
- 소설극장(삼대)(KBS 라디오)
- 라디오 여행기(앗살람 아라비아)(KBS 제3라디오)
- 라디오 여행기(내 나이가 어때서?)(KBS 제3라디오)
- 라디오 여행기(좌충우돌 여행기)(KBS 제3라디오)

### 기타
- 동물의 왕국(KBS)
- 미안하다 사랑한다 - 갈치, 지영
- 슈퍼코리언(SBS)
- 일지매(SBS) - 흑혈4단
- 가면라이더 드래건 극장판(애니박스) - 유이
- 가면라이더 아기토 극장판(애니박스) - 스미코
- 가면라이더 블레이드(챔프) - 히카루
- 황수경의 생활보감 (TV조선) - 성우
- 2TV 생생정보(KBS2) - 나레이션

## 노래
- Return to the sea - 피치피치핏치 퓨어(대원방송(애니원, 챔프)(사라 테마곡)